# Mangareia motu
Mangareia motu là một loài nhện trong họ Desidae.
Loài này thuộc chi Mangareia. Mangareia motu được miêu tả năm 1970 bởi Raymond Robert Forster.